# 短爪歌百灵
短爪歌百灵（学名：Certhilauda chuana），是百灵科的一种，分布于博茨瓦纳和南非。全球活动范围约为104,000平方千米。该物种的保护状况被评为无危。
短爪歌百灵的平均体重约为44.1克。栖息地为干燥的稀树草原。